# Statistikcentralen
Statistikcentralen (finsk: Tilastokeskus) er det nationale statistikbureau i Finland. Stastikbureauet, som blev oprettet i 1865, er den eneste finske myndighed for statistik og producerer det meste af Finlands statistik. Samtidig er bureauet en betydelig international aktør indenfor statistik.
Hovedkontoret ligger i Helsingfors, og der er regionskontorer i Åbo, Tammerfors, Seinäjoki og Uleåborg. Til sammen har det mere end 1.000 ansatte.

## Links
- officielle hjemmeside